# Flower Road
"Flower Road" (hangul: 꽃길) é uma canção do grupo sul-coreano Big Bang. Foi lançada digitalmente em 13 de março de 2018 pela YG Entertainment, como um presente e uma despedida final aos fãs do grupo, devido sua pausa programada, ocasionada pelo alistamento militar obrigatório de seus membros. Composta por G-Dragon e T.O.P e produzida pelo primeiro juntamente com The Fliptones, "Flower Road" é uma canção de R&B e dance-pop, descrita liricamente como uma canção de amor do Big Bang a seus fãs em um pedido para que estejam com o grupo quando retornarem.  
Críticos musicais avaliaram a faixa de forma positiva, elogiando sua composição considerada emocional. Após o seu lançamento, "Flower Road" tornou-se a décima canção do grupo a atingir o topo da parada sul-coreana Gaon Digital Chart, além disso, tornou-se sua quarta canção número um na parada estadunidense Billboard World Digital Songs e suas vendas excederam dois milhões de cópias somente na China. 

## Antecedentes
Após o lançamento do álbum Made em dezembro de 2016 e o encerramento de sua turnê asiática 0.TO.10 no início de 2017, o Big Bang encerrou temporariamente suas atividades como um quinteto, com o início do serviço militar obrigatório de T.O.P em 9 de fevereiro de 2017, desse modo, os demais membros realizaram atividades como solistas e como um quarteto durante todo o ano. Em 28 de fevereiro de 2018, G-Dragon iniciou seu serviço militar obrigatório, seguido por Taeyang em 12 de março. Previamente em 8 de março de 2018, a YG Entertainment anunciou que em 13 de março, mesma data do alistamento militar de Daesung, o grupo lançaria um single digital como um presente a seus fãs, devido sua pausa programada pelo alistamento militar. Dois dias depois do anúncio da canção, mais detalhes foram revelados, incluindo seu título, "Flower Road", e os responsáveis por sua produção.

## Composição
"Flower Road" é uma canção composta por G-Dragon e T.O.P e produzida pelo primeiro juntamente com a dupla The Fliptones, que já havia trabalho anteriormente com o grupo através de "Good Boy" de GD X Taeyang e "Stay with Me" de Taeyang. Seu título é um termo coreano que refere-se a uma "jornada nova, gloriosa", que pode ser interpretada como um caminho tanto para o grupo como para seus fãs. Musicalmente, "Flower Road" é descrita como uma canção de tempo mediano, derivada de melodias de R&B e com uma "suave vibração de dance-pop". Para a Billboard, os "vocais evocativos" do Big Bang, são inseridos à frente da faixa, enquanto sua melodia "alterna entre riffs rítmicos de guitarra, compasso de palmas e sintetizadores lamentosos".
As letras da composição, foram escritas com o futuro alistamento dos membros em mente e enquanto o Big Bang estava produzindo seu álbum Made (2016). Liricamente, "Flower Road" expressa um pedido do grupo para que seus fãs esperem pelo seu retorno, sendo destacado pelas linhas: "Este não é o nosso fim / Eu espero que possamos nos encontrar novamente quando as flores florecerem". Durante seu refrão, o grupo também declara entender seus fãs, caso decidam seguir em frente, através das linhas: "Se você quiser ir, eu entendo / Vou espalhar flores no caminho em que você andar". No início e no fim da canção, G-Dragon anuncia o nome do grupo, em uma referência ao single "Sunset Glow" de 2008.

## Recepção da crítica
A canção recebeu análises positivas dos críticos de música, para Tamar Herman da Billboard, "Flower Road" consegue "equilibrar melancolia e otimismo", porque a faixa "é uma homenagem" ao relacionamento do quinteto com seus fãs ao redor do mundo, que tem apoiado o grupo por mais de uma década. David Watt do website All-noise, descreveu a canção como "emocional", escrevendo que a mesma "tem todos os ingredientes certos" para tornar-se um hit de K-pop. Watt também elogia o que considera ser uma boa sensação trazida pela canção, quando os cinco membros cantam juntos. Julia Hur do website The Kraze, elogiou sua composição, descrevendo-a como "significativa" e "emocional". Além disso, em sua resenha sobre a canção, Hur descreve "Flower Road" como uma faixa de "emoções contrastantes", que "equilibra a intensidade de cada membro conseguindo criar uma atmosfera suave" mantendo um "clima leve e brilhante do início ao fim".

## Desempenho nas paradas musicais
Apesar de "Flower Road" não ter obtido qualquer tipo de promoção, ela alcançou em seu primeiro dia de lançamento, a primeira colocação no iTunes Top Songs de vinte e oito países, incluindo o Brasil. Na Coreia do Sul, após duas horas de seu lançamento, a canção liderou todas as paradas dos serviços de música online, permanecendo no topo por dezoito dias seguidos. Adicionalmente, ela estreou em primeiro lugar na Gaon Digital Chart onde permaneceu na liderança por três semanas consecutivas, se tornando a décima canção número um do Big Bang e lhes transformando no grupo com o maior número de canções no topo da Gaon. "Flower Road" posicionou-se ainda em número três na Gaon Streaming Chart e em número um tanto na Gaon BGM Chart como na Gaon Download Chart. Na semana seguinte, a canção atingiu seu pico de número um na Gaon Streaming Chart, liderando a parada por duas semanas consecutivas.
Na China, "Flower Road" tornou-se a canção mais rápida de um artista coreano a atingir vendas de um milhão de cópias na QQ Music, a maior plataforma de música do país, estabelecendo o quarto recorde de um milhão de vendas pelo Big Bang. A canção liderou as paradas QQ Music Comprehensive New Releases Chart, QQ Music Popularity Index Chart e QQ Music Weekly Chart. Nos Estados Unidos, atingiu a primeira posição na Billboard World Digital Songs com menos de três dias de seu lançamento, tornando-se sua quarta canção ao alcançar tal feito. No Japão, apesar da canção ter sido lançada no meio da semana, ela posicionou-se no top 10 da Bilboard Japan Hot 100 e obteve pico de número três na Oricon Weekly Digital Singles com vendas de 20,170 mil cópias digitais.

### Posições
| Paradas (2018)                                 | Melhor posição |
| ---------------------------------------------- | -------------- |
| China (QQ Music Weekly Chart)                  | 1              |
| China (QQ Music South Korean Weekly Chart)     | 1              |
| Coreia do Sul (Gaon Weekly Digital Chart)      | 1              |
| Coreia do Sul (Gaon Monthly Digital Chart)     | 3              |
| Coreia do Sul (Gaon Yearly Digital Chart)      | 17             |
| Coreia do Sul (Gaon Weekly Download Chart)     | 1              |
| Coreia do Sul (Gaon Weekly Streaming Chart)    | 1              |
| Coreia do Sul (Billboard K-pop Hot 100)        | 2              |
| Estados Unidos (Billboard World Digital Songs) | 1              |
| França (SNEP Download)                         | 125            |
| Japão (Oricon Weekly Digital Singles)          | 3              |
| Japão (Billboard Japan Hot 100)                | 10             |

### Vendas
| País           | Parada                        | Vendas    |
| -------------- | ----------------------------- | --------- |
| China          | Chinese Music Charts          | 2,398,000 |
| Estados Unidos | Billboard World Digital Songs | 5,000     |
| Japão          | Oricon Digital Singles        | 20,170    |

## Prêmios e indicações
| Ano  | Prêmio             | Categoria                         | Resultado | Ref.   |
| ---- | ------------------ | --------------------------------- | --------- | ------ |
| 2018 | Melon Music Awards | Canção do Ano                     | Indicado  | [ 33 ] |
| 2018 | Melon Music Awards | Melhor R&B/Soul                   | Indicado  | [ 33 ] |
| 2019 | Golden Disc Awards | Daesang Digital (Gravação do Ano) | Indicado  | [ 34 ] |
| 2019 | Golden Disc Awards | Bonsang Digital                   | Venceu    | [ 35 ] |
| 2019 | Gaon Chart Awards  | Canção do Mês (Março)             | Venceu    | [ 36 ] |

## Histórico de lançamento
| Região | Data                | Formato          | Gravadora        |
| ------ | ------------------- | ---------------- | ---------------- |
| Mundo  | 13 de março de 2018 | Download digital | YG Entertainment |
| Japão  | 15 de março de 2018 | Download digital | YGEX             |